# 極惡戰線
《極惡戰線》（香港和台湾旧译），是一款由育碧舊金山開發，育碧發行的第一人稱射擊遊戲。它具有多種陣營和職業，每個陣營和職業都有其獨特的能力和武器。遊戲設定在美國的未來世界，玩家可以在各種地圖和遊戲模式中進行快節奏的團隊多人比賽。於2024年5月21日在Microsoft Windows、PlayStation 5及Xbox Series X/S上發佈。
遊戲的設定圍繞著名為「Defiant」的陣營，包括「火線獵殺」中的「暗影小隊」、「縱橫諜海」中的「梯隊」以及「湯姆克蘭西：全境封鎖」中的「淨化者」。此外，也加入「極地戰嚎」&「看門狗」中的陣營「自由民」與「DedSec」。Defiant可以通過特徵、能力、設備、武器和物品進行自定義。遊戲具有6對6的線性遊戲模式（如「佔領」和「護送」）。遊戲具有龐克視覺藝術元素。

## 開發
遊戲在2021年7月由Ubisoft正式宣布。在2021年北美地區進行了《極惡戰線》預測版本的封閉內部測試。第二個封閉內部測試在2023年2月舉行。封閉測試版從2023年4月開始進行。2022年3月，遊戲作為Ubisoft Originals系列的一部分，取消了湯姆·克蘭西宇宙的標題，並預計會有來自其他Ubisoft品牌的角色出現。2024年5月，極惡戰線開啟了公開測試的預賽季。

## 登場陣營
梯隊
源自縱橫諜海系列，隸屬美國國家安全局的單位。
暗影小隊
源自火線獵殺：魅影的玩家可操作的組織。
淨化者
源自全境封鎖系列的敵方組織。
自由民
源自極地戰嚎6的反抗亞拉政府組織。
DedSec
源自看門狗2、自由軍團的駭客組織。
GS-Kommando
全稱邊境防衛指揮部，源自虹彩六號：圍攻行動的德國特種部隊GSG9，於賽季1實裝。
攔路強盜
源自極地戰嚎：破曉的敵方組織，因2035年核災末日後的蒙大拿州希望郡當中有不少倖存者們由雙胞胎姊妹米齊和盧集合倖存者們並組成幫派，於賽季2實裝。
刺客
源自刺客教條的主角所屬組織，於賽季3實裝。
影狼
源自火線獵殺：絕境的敵方組織。
奧米伽部隊
源自極地戰嚎3：血龍的敵方組織，並聽命於艾克·史隆指揮下。

## 關閉營運
因遊戲運營不理想，育碧於2024年12月4日宣布極惡戰線將營運到2025年6月3日關閉營運。负责开发运营本作的育碧旧金山工作室届时也将被关闭。

## 外部連結
- 官方网站